# Ron Dellums
Ronald Vernie Dellums, detto Ron (Oakland, 24 novembre 1935 – Washington, 30 luglio 2018), è stato un politico e attivista statunitense, membro della Camera dei Rappresentanti per lo stato della California dal 1971 al 1998 e successivamente sindaco di Oakland dal 2007 al 2011.

## Biografia

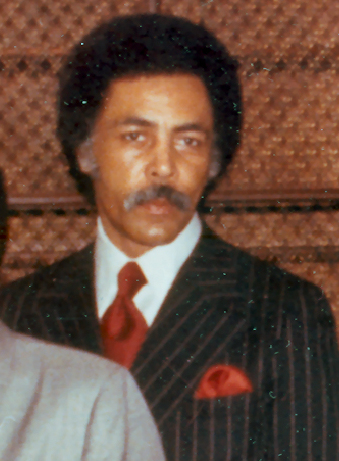
Ron Dellums negli anni settanta

### Primi anni e vita privata
Nato a Oakland, Dellums era figlio di uno scaricatore di porto. Suo zio, C. L. Dellums, fu leader della Brotherhood of Sleeping Car Porters, il primo sindacato di afroamericani accreditato presso l'American Federation of Labor.
Ron Dellums frequentò le scuole pubbliche e successivamente prestò servizio nel Corpo dei Marines dal 1954 al 1956. In seguito conseguì la laurea presso l'Oakland City College nel 1958, un B.A. presso la San Francisco State University nel 1960 e un Master of Social Work presso l'Università della California - Berkeley nel 1962.
Divenne un assistente sociale psichiatrico e nel frattempo operò come attivista politico nella comunità afroamericana a partire dagli anni sessanta. Fu impegnato anche come docente sia anche alla San Francisco State University sia a Berkeley.
Si sposò tre volte: la prima volta con Arthurine Bethea, dalla quale divorziò nel 1959; la seconda volta nel 1961 con l'avvocato Leola "Roscoe" Higgs, dalla quale divorziò nel 1998; la terza con Cynthia Lewis, nel 2000.
Uno dei suoi figli, Michael, venne condannato per un omicidio legato alla droga nel 1979 e restò in carcere poiché gli venne negata la liberazione condizionale. Dellums ebbe altri cinque figli: l'antropologa Rachel R. Chapman, l'attore Erik Dellums, l'autrice Piper, Brandon e Pamela; fu inoltre nonno dell'attrice Solea Pfeiffer.

### Carriera politica
Sul finire degli anni sessanta, Ron Dellums entrò in politica come esponente del Partito Democratico. Si candidò al consiglio comunale di Berkeley su spinta dell'attivista Maudelle Shirek e venne eletto, restando in carica dal 1967 al 1970.
Nel 1970, contattato da alcuni attivisti che si opponevano alla guerra del Vietnam, fu spinto a candidarsi alla Camera dei Rappresentanti contro il deputato in carica da dodici anni Jeffery Cohelan. Dellums sconfisse Cohelan nelle primarie democratiche e si aggiudicò poi le elezioni generali, divenendo deputato e prestando servizio ininterrottamente per i successivi ventisette anni. Venne incluso nella lista segreta dei principali oppositori di Richard Nixon, stilata dal fidato consigliere presidenziale Charles Colson, poiché ritenuto un candidato fortemente sostenuto da Ted Kennedy. Durante la sua prima campagna elettorale venne definito in senso dispregiativo da Spiro Agnew un "radicale a tutti gli effetti", accusa a cui lo stesso Dellums rispose: "Se è radicale essere contro la guerra e la povertà, allora Ron Dellums è un radicale".

#### Impegno pubblico contro la guerra e l'apartheid

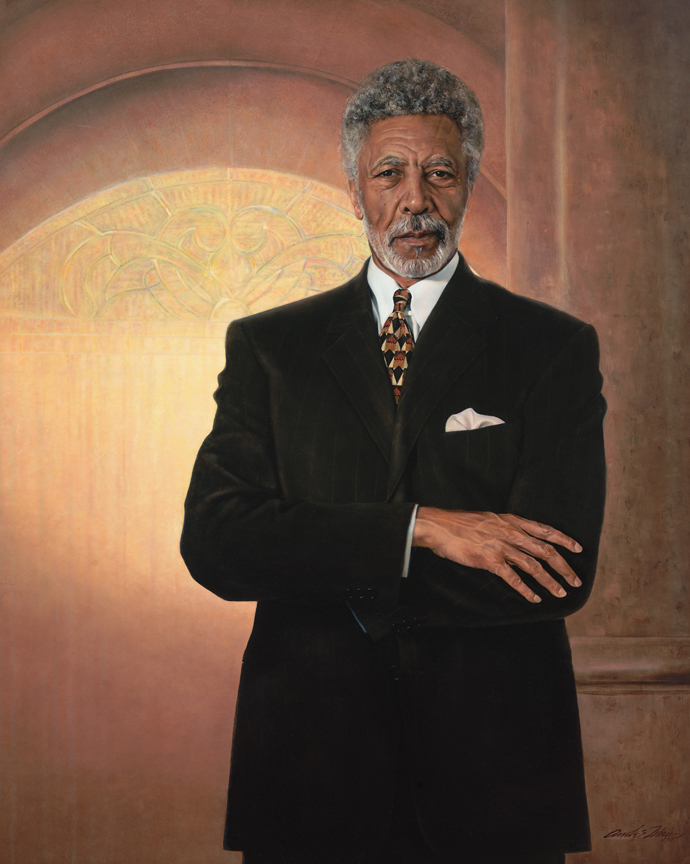
Ritratto di Ron Dellums

Durante la sua permanenza al Congresso, Dellums si oppose strenuamente a tutti i principali interventi militari statunitensi, ad eccezione dei soccorsi di emergenza durante la guerra civile in Somalia. Sostenne inoltre la limitazione degli aiuti esteri ai governi africani repressivi in Zaire, Burundi, Liberia e Sudan. 
Nel gennaio del 1971, a poche settimane dall'inizio del suo primo mandato, Dellums allestì una mostra fotografica sui crimini di guerra in Vietnam nei pressi del suo ufficio al Congresso.
Il massacro di Mỹ Lai fu seguito poco dopo da una serie di udienze sui crimini di guerra in Vietnam, cui Dellums prese parte. Il deputato aveva infatti proposto di avviare un'indagine ufficiale su possibili crimini commessi dagli Stati Uniti in Indocina e, quando l'idea era stata respinta, Dellums aveva continuato a svolgere audizioni non ufficiali sul tema. Poiché non erano ammessi né giornalisti né telecamere durante tali udienze, gli atti vennero trascritti e furono poi raccolti e conservati.
Nel 1972, Dellums intraprese una campagna politica per porre fine all'apartheid in Sudafrica. Tra le sue iniziative politiche ci fu anche un sit-in all'ambasciata sudafricana, per il quale venne arrestato insieme ad altri attivisti. Quattordici anni dopo l'inizio della lotta di Dellums (che aveva visto la bocciatura di tredici proposte di legge in merito), la Camera dei Rappresentanti approvò la sua legislazione anti-apartheid, che imponeva pesanti restrizioni commerciali contro il Sudafrica e l'immediato disinvestimento da parte delle società americane nel Paese. Il disegno di legge, che prese il nome di Comprehensive Anti-Apartheid Act del 1986, raccolse un ampio sostegno bipartisan. Le condizioni per la revoca delle sanzioni prevedevano il rilascio di tutti i prigionieri politici. L'allora Presidente Reagan, invocando un "impegno costruttivo", pose il veto al disegno di legge; tuttavia, tale veto fu annullato, divenendo il primo caso di scavalcamento di un veto presidenziale in politica estera di tutto il XX secolo.
L'impegno politico di Ron Dellums contro l'apartheid divenne anche il soggetto di un film per la televisione di Disney Channel, Il colore dell'amicizia, distribuito nel 2000. Il ruolo di Dellums venne interpretato dall'attore Carl Lumbly.
In epoca di guerra fredda, con l'intento di ottenere maggiore potere nell'Africa meridionale, gli Stati Uniti si unirono al governo dell'apartheid del Sudafrica a sostegno dell'UNITA, guidato da Jonas Malheiro Savimbi, contro le forze angolane del Movimento Popolare di Liberazione dell'Angola, sostenute invece dall'Unione Sovietica e da Cuba. Dellums fu criticato per aver sostenuto il coinvolgimento di Fidel Castro con il MPLA in Angola, venendo definito "il prototipo del deputato castrista" dalla stampa conservatrice. Nel settembre 1987 introdusse un disegno di legge, mai approvato, per proibire l'assistenza economica e militare allo Zaire, citando come motivazioni il mancato rispetto dei diritti umani, la corruzione e la collaborazione con il Sudafrica.
Condusse campagne contro una serie di progetti militari, sostenendo che sarebbe stato più utile spendere quei fondi per scopi pacifici. I programmi a cui si oppose includevano i missili MX e il bombardiere B-2 (noto anche come "bombardiere stealth"). Il B-2 stealth è un bombardiere strategico a lungo raggio, dotato di una tecnologia che lo rende molto meno visibile ai radar. Il costo totale del programma è stato stimato nel 1997 in oltre 2,2 miliardi di dollari per aereo. Sebbene Dellums si opponesse al progetto B-2 fin dall'inizio, il Congresso approvò il finanziamento iniziale per la produzione di 135 bombardieri nel 1987; tuttavia, con la fine della guerra fredda, la produzione totale di B-2 fu ridotta a 21 aerei nei primi anni novanta. Nel 1997, sette ex Segretari della Difesa firmarono una lettera che esortava il Congresso ad acquistare più B-2, sostenendo che sarebbe stato molto difficile assemblare un team di ingegneri in grado di costruirne in futuro se il progetto B-2 fosse giunto al termine. Dellums, citando cinque studi indipendenti coerenti con la sua posizione, propose un emendamento al disegno di legge di autorizzazione alla difesa di quell'anno per limitare la produzione dei bombardieri con i 21 aerei esistenti. L'emendamento fu respinto di misura, ma comunque il Congresso non approvò mai il finanziamento di ulteriori bombardieri B-2.

#### Membro delle commissioni

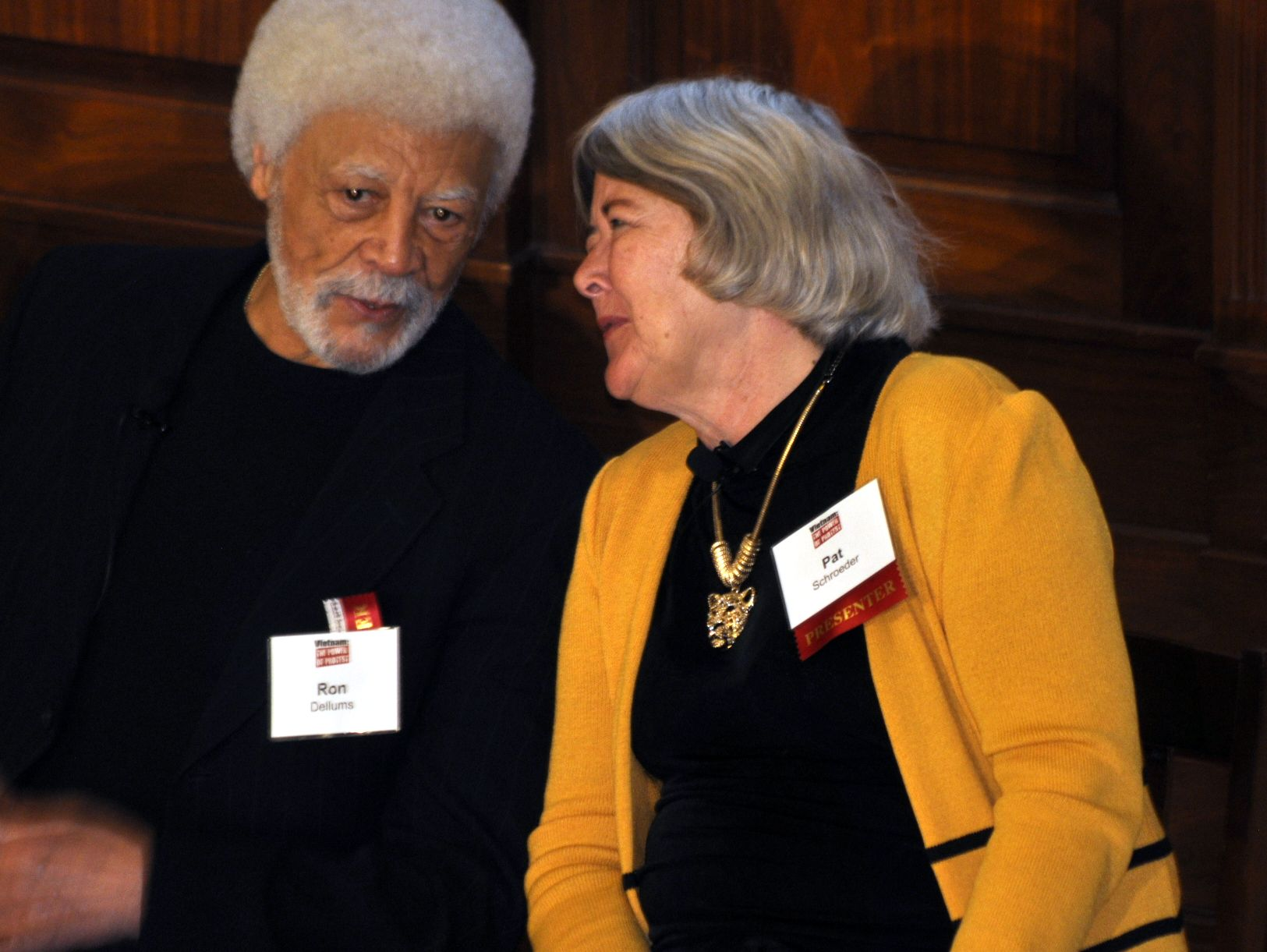
Ron Dellums con Pat Schroeder

Nel 1973, dato il suo interesse in tema bellico, Dellums cercò di essere incluso nella commissione per i Servizi Armati. Tale commissione era allora presieduta dal democratico F. Edward Hébert, deputato di lungo corso e noto segregazionista: di fatto vigeva un veto non scritto da parte del presidente riguardo la presenza in commissione di donne e afroamericani. Dellums si rivolse direttamente allo Speaker della Camera Carl Albert, minacciando che il Congressional Black Caucus avrebbe denunciato il parlamento come razzista; Albert dovette cedere e costrinse Hébert ad ammettere Dellums in commissione. Insieme a lui, vi entrò anche la prima donna, la collega Pat Schroeder; in segno di disprezzo, Hébert consegnò loro una sola sedia, sostenendo che insieme valessero meno di un membro maschio bianco.

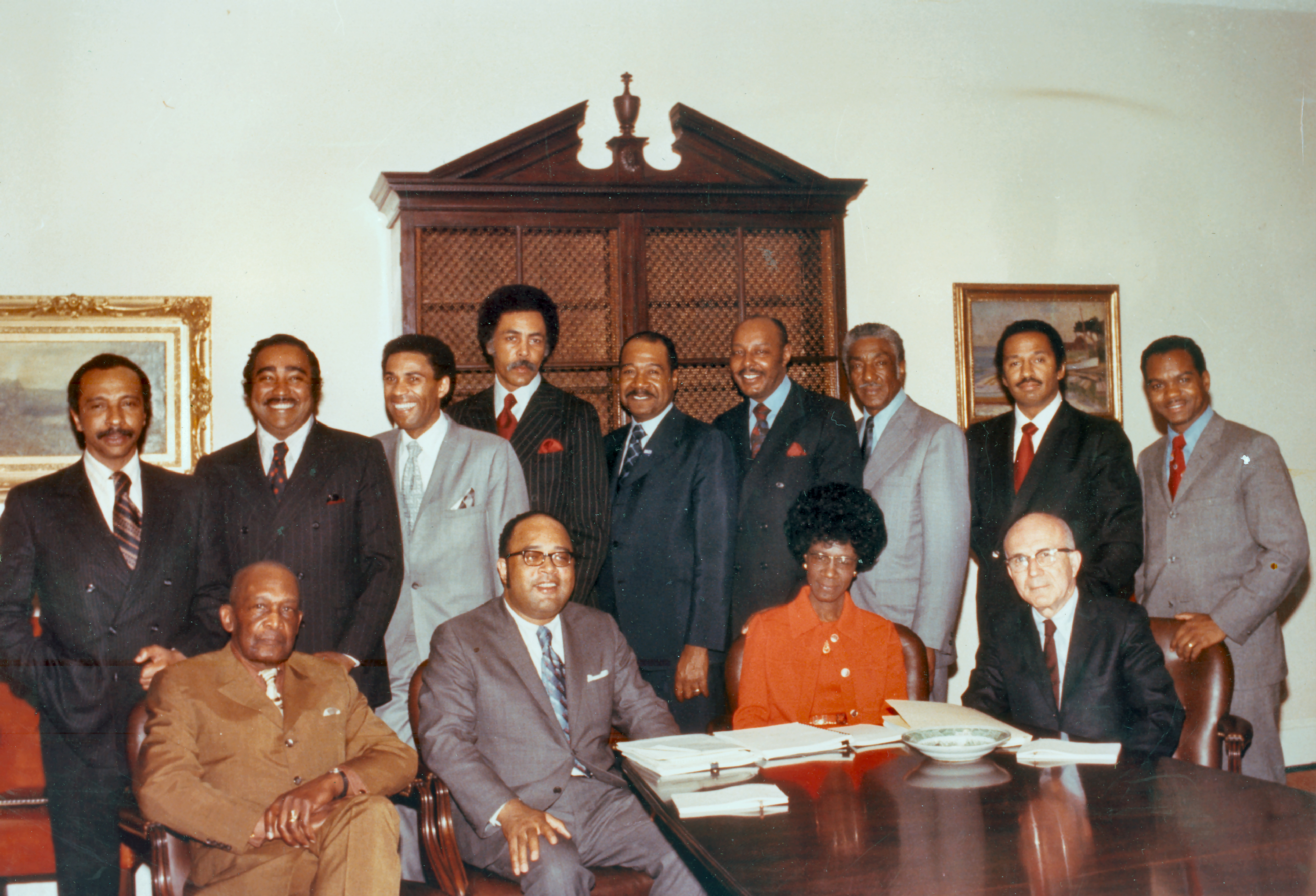
Dellums e gli altri membri fondatori del Congressional Black Caucus

Dellums divenne a sua volta presidente della commissione nel 1993, primo afroamericano a rivestire tale ruolo. Intervistato in merito, dichiarò "Non mi sono unito alla commissione per i Servizi Armati per conoscere missili, aerei e navi. Mi sono arruolato perché sapevo che avrei dovuto diventare un esperto in questo campo per sostenere con successo la riduzione delle spese militari che avrebbero liberato risorse per i disperati bisogni umani che vedo ogni giorno nella mia comunità".
Fu tra i membri fondatori sia del Congressional Black Caucus sia del Congressional Progressive Caucus, di cui divenne presidente nel 1989.
Si oppose al boicottaggio delle Olimpiadi del 1980 in risposta all'invasione sovietica dell'Afghanistan, asserendo che "l'atletica dovrebbe andare oltre la politica". Presiedette la commissione sul Distretto di Columbia, sostenendone il diritto ad essere considerato uno stato; affermò ""Non ci dovrebbero essere colonie in una democrazia, e il Distretto di Columbia continua ad essere una colonia"".
Da presidente della commissione per i Servizi Armati della Camera, Ron Dellums si espresse a favore dell'integrazione degli omosessuali nelle forze armate. Fu un sostenitore del matrimonio tra persone dello stesso sesso e dell'emancipazione femminile.

#### Dellums v. Bush
Nel 1990, Dellums e altri quarantaquattro parlamentari citarono in giudizio l'allora Presidente George H. W. Bush presso la Corte distrettuale federale di Washington nel 1990, nel caso Dellums v. Bush, 752 F. Supp. 1141 (1990) che tentava di fermare un accumulo militare preventivo in Medio Oriente in risposta all'invasione irachena del Kuwait. I querelanti affermarono che l'azione militare senza una formale dichiarazione di guerra sarebbe stata illegale ai sensi della Costituzione degli Stati Uniti d'America. Dellums v. Bush fu uno dei pochi casi in cui le Corti Federali si interrogarono sulla possibile discussione in tribunale riguardo alla cosiddetta War Powers Clause, prevista dall'art. I. La Corte indicò che, in quel caso, sarebbe stata illegale, ma poiché il Congresso non aveva ancora agito come maggioranza, la causa venne ritenuta prematura.

#### Fine della carriera da deputato
Nel 1996 venne rieletto per il suo quattordicesimo mandato da deputato con il 77% delle preferenze. L'anno seguente, annunciò pubblicamente la sua intenzione di rassegnare le proprie dimissioni a metà mandato per motivi personali, definendo quello come "uno dei giorni più difficili della mia vita". Per riattribuire il seggio ad un nuovo deputato vennero indette delle elezioni speciali, che furono vinte da Barbara Lee, di cui Dellums era stato docente e mentore.

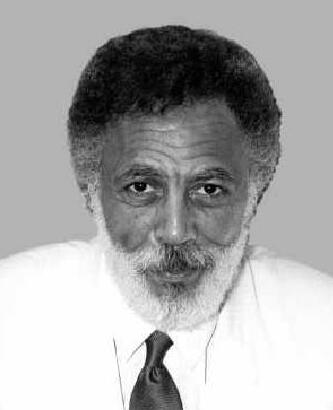
Ron Dellums nel 1993

#### Immagine pubblica e affiliazioni
Quello di Ron Dellums fu più volte indicato come possibile nome per la presidenza degli Stati Uniti, ma lui rifiutò sempre di avanzare la propria candidatura.
Nel 1983 fu oggetto di un'indagine, durata diversi mesi, al termine della quale venne completamente scagionato. Le accuse erano quelle di aver fatto uso di cocaina e marijuana, sulla base di una denuncia di un portiere della Camera che aveva indicato Dellums ed altri due membri del Congresso, il repubblicano della California Barry Goldwater Jr. ed il democratico del Texas Charlie Wilson.
Le posizioni progressiste di Dellums gli valsero il sostegno di associazioni come il Sierra Club e la National Organization of Women.
Pur essendosi sempre candidato come democratico, Ron Dellums si descriveva come socialista. Fu il primo deputato del Congresso a definirsi socialista dai tempi di Victor L. Berger. Negli anni '70, Dellums è stato membro della Democratic Socialist Organizing Committee, costola del Partito Socialista d'America. In seguito divenne vicepresidente dei Democratic Socialists of America.
In occasione delle elezioni presidenziali del 2008, appoggiò formalmente la candidatura di Hillary Clinton.

### Rapporti con i colleghi

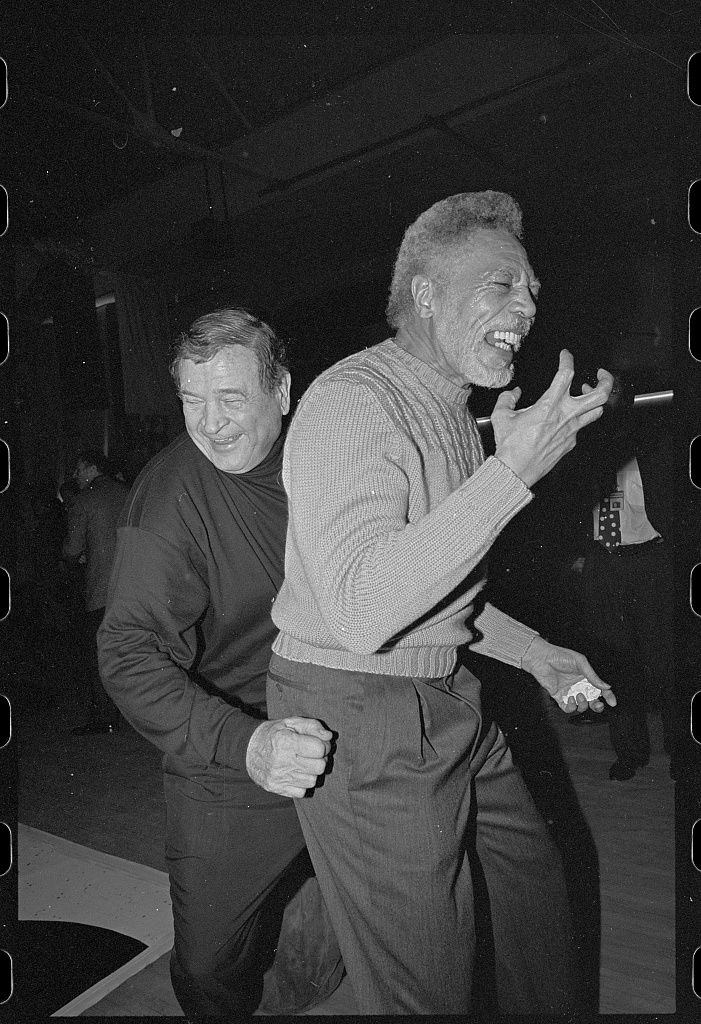
Ron Dellums con il collega Dan Rostenkowski

Negli anni, Dellums si costruì la reputazione di politico in grado di collaborare sia con i compagni di partito che con i repubblicani. Jon Kyl, intervistato dal New York Times aveva definito Dellums come "quasi due persone diverse", in grado di "sublimare la sua ideologia liberale alle esigenze della commissione". Dick Cheney nel 1992 sostenne: "Anche se siamo violentemente in disaccordo sulla maggior parte degli ordini del giorno, è un buon membro del Congresso, un tiratore dritto".
Dopo le sue dimissioni, Dellums venne omaggiato da molti dei suoi colleghi parlamentari. La deputata Juanita Millender-McDonald dichiarò: "Il deputato Ron Dellums è venerato da entrambi i lati di questa navata a causa della sua integrità e del suo impegno per le idee progressiste. Era sempre all'avanguardia nelle questioni. La California sentirà la sua mancanza nel nono distretto, ma lo Stato si è arricchito con Ron Dellums. Il contributo di Ron Dellums a quest'Assemblea, anzi la sua più grande eredità, sarà quello di aver usato il suo servizio al Congresso come strumento di cambiamento nel perseguimento del lavoro, della pace e della giustizia".
Nancy Pelosi ne tracciò un breve ritratto affermando: "Eletto per la prima volta al Congresso nel 1970 come sostenitore della pace, Dellums rimane appassionato e dedito ai suoi ideali oggi come lo era quasi trent'anni fa. Mai uno che si tira indietro di fronte a questioni difficili, Ron si è guadagnato il rispetto di tutti coloro che ha incontrato grazie alla forza delle sue convinzioni, al suo impegno per la democrazia e alla sua capacità di disimpegnarsi dalla partigianeria.".
Danny K. Davis lo definì: "Una mente creativa, penetrante, indagatrice, incisiva, stimolante, ispiratrice, carismatica, attenta, premurosa e deliberativa. La mente per alzarsi quando gli altri si siedono. La mente per agire quando gli altri si rifiutano di agire. La mente per stare in piedi anche quando sei solo, malconcio, ferito e disprezzato, ma ancora in piedi. Stare in piedi per principio, stare in piedi e stare dalla parte del popolo".
Il leader repubblicano Tom DeLay lo omaggiò con un discorso di stima, dichiarando: "Stiamo perdendo uno dei migliori deputati, un deputato per il quale nutro grande rispetto, perché ha sempre fatto i suoi compiti, è stato così articolato ed eloquente in quest'aula. Ha sempre attirato la mia attenzione quando si alzava e prendeva il microfono. Fermava ogni deputato per ascoltare ciò che aveva da dire, e sono pochissimi i deputati che hanno prestato servizio in questo organismo che possono vantare il rispetto che entrambe le parti della navata avevano per il signore californiano. E l'incredibile reputazione che il gentiluomo californiano ha portato in quest'aula; ha elevato questa Camera. Ha elevato la distinzione di quest'assemblea prestando servizio qui, e quest'aula sentirà molto la sua mancanza quando se ne andrà".

### Sindaco di Oakland

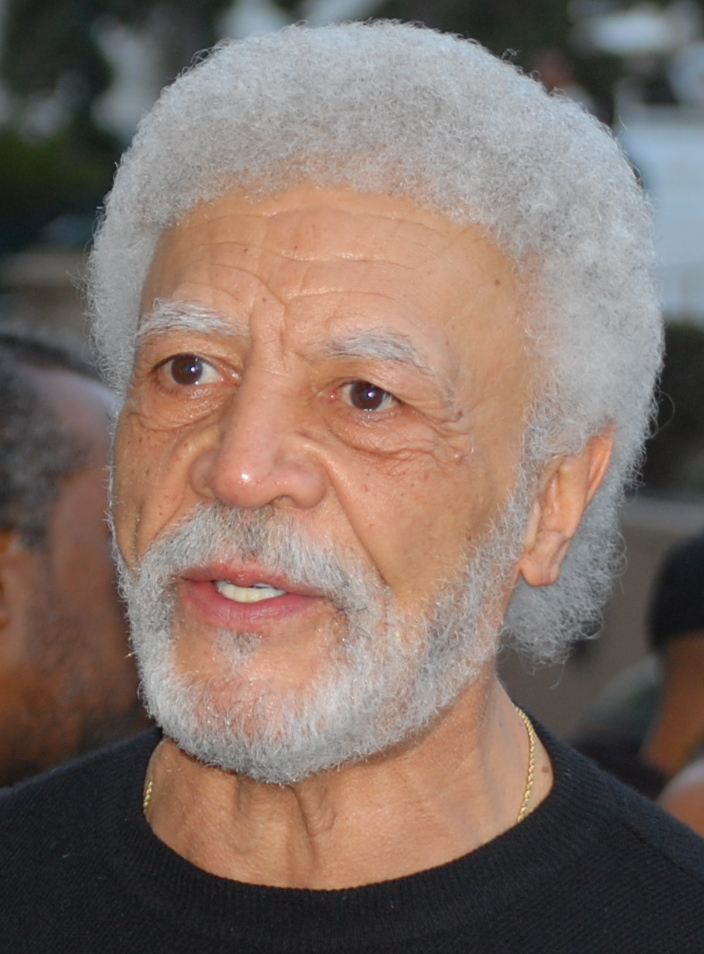
Il sindaco Dellums nel 2009

In occasione delle elezioni municipali ad Oakland del 2006, un comitato informale denominato "Draft Dellums" raccolse ottomila firme a sostegno della candidatura a sindaco di Dellums e le sottopose all'ex deputato in occasione di un incontro pubblico, invitandolo a candidarsi.
Il sindaco in carica, l'ex governatore della California Jerry Brown, non poteva concorrere nuovamente a causa delle leggi che imponevano limiti di mandato. Nel mese di giugno del 2006, Dellums ottenne una maggioranza del 50,18% dei voti espressi; la cifra superava di appena 155 voti il numero necessario per evitare il ballottaggio. Dellums ricevette 41.992 voti, mentre i suoi sfidanti più vicini ottennero rispettivamente 27.607 voti e 10.928 voti.

#### Criminalità e sostegno alla polizia
Quando Dellums entrò in carica nel mese di gennaio del 2007, i tassi di criminalità erano elevati, così nel corso del suo primo discorso del 2008, Dellums richiese pubblicamente l'assunzione di più agenti di polizia; nel mese di novembre del 2008, il dipartimento di polizia di Oakland contava 837 agenti, il numero più alto della sua storia. Il sindaco Dellums propose anche una tassa per assumere altri poliziotti al costo di 250.000 dollari ciascuno; la misura fu votata dal 55% degli elettori, ma non riuscì a passare poiché le leggi della California richiedevano una maggioranza dei due terzi per l'emanazione di una nuova tassa.
L'amministrazione Dellums riuscì inoltre a negoziare con i sindacati dei poliziotti l'approvazione di un nuovo contratto, assumendo personale civile per le mansioni amministrative e destinando gli ufficiali in uniforme al servizio in strada.
Nel corso del mandato di Ron Dellums come sindaco si assistette ad un drastico calo della criminalità, con i tassi di omicidio che calarono del 42% rispetto all'ultimo mandato del sindaco Brown e, in generale, i crimini violenti diminuirono del 16% e i reati gravi del 35%.

#### Partecipazione pubblica

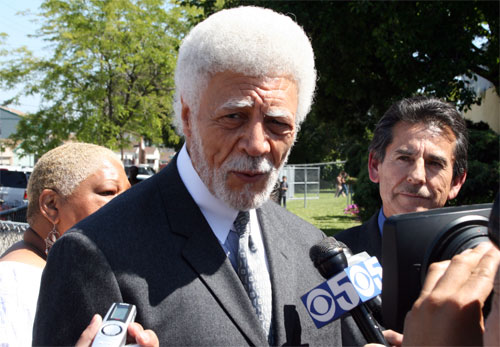
Ron Dellums nel 2008

Sin dalla sua elezione, Dellums si affidò a 41 task force costituite dai cittadini per formulare proposte di intervento su questioni di utilità pubblica che spaziavano dalla sicurezza all'istruzione al prezzo degli affitti; tale mossa fu voluta dal sindaco con lo scopo di orientare l'agenda politica dell'amministrazione su tematiche vicine al cittadino, perseguendo un'idea di democrazia partecipata.
In tema di istruzione pubblica, Ron Dellums creò il programma Teach Tomorrow in Oakland, con il chiaro proposito di diversificare il corpo insegnanti della città; l'iniziativa ottenne un grande successo nel tempo, riuscendo a mantenere in servizio nelle scuole della città molti degli insegnanti formati nel corso del programma.
In veste di sindaco, gli sforzi maggiori di Ron Dellums furono quelli di promuovere Oakland come modello per le altre città statunitensi, sostenendo che il governo federale necessitasse di sperimentazioni di politica urbana. Cercò di ottenere numerosi finanziamenti federali previsti dall'American Recovery and Reinvestment Act, riuscendo a ricevere 65 milioni di dollari, la seconda più grande somma dopo Chicago.

#### Critiche
Nonostante le misure adottate, durante il suo mandato non mancarono le critiche: gli venne rimproverata una mancanza di trasparenza nell'amministrazione, una governance inefficace, una mancanza di accuratezza nella gestione dei fondi economici e anche un alto tasso di assenteismo. Nel 2009, Dellums e sua moglie vennero sanzionati per oltre 239.000 dollari di mancati pagamenti delle imposte sui redditi.
Nel 2007, la giornalista Elise Ackerman lanciò senza successo una campagna per richiedere una recall election per Dellums. Rispetto alle critiche, il sindaco dichiarò: "Sto dando tutto quello che ho. Se questo non bastasse, va bene. Revocatemi e lasciatemi andare avanti con la mia vita privata".
Rispetto alla precedente esperienza come deputato, diversi notisti commentarono la mancanza di energie di Dellums e il suo profilo sottotono, tanto da affibbiargli l'appellativo di "sindaco tranquillo".
In occasione delle elezioni del 2010, Dellums annunciò la propria intenzione di non concorrere per un secondo mandato. Fu succeduto da Jean Quan.

### Attività di lobbista

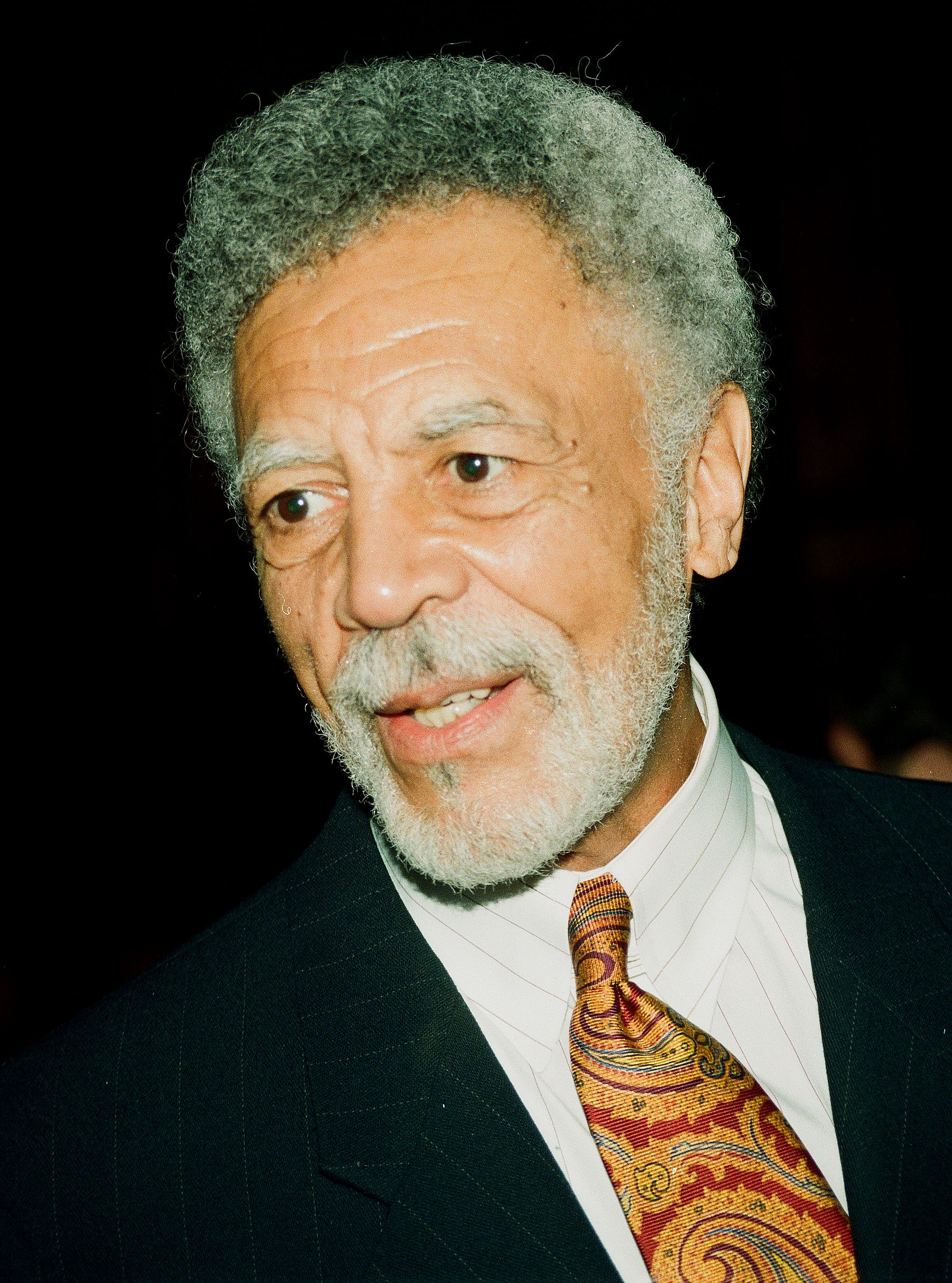
Ron Dellums nel 1996

Dopo aver lasciato l'incarico di deputato, Dellums lavorò come consulente per una multinazionale sanitaria, Healthcare Management International, impegnata ad investire in programmi di assicurazione sanitaria nei paesi in via di sviluppo.
Collaborò successivamente come lobbista per la Bristol-Myers Squibb.
Nel 2017, Bill Browder testimoniò di fronte alla commissione Giustizia del Senato che i rappresentanti di Vladimir Putin avevano assunto Dellums "per fare pressione sui membri del Congresso a Capitol Hill per abrogare il Magnitsky Act e rimuovere il nome di Sergei dal disegno di legge Global Magnitsky". Il disegno di legge prese il nome da Sergej Leonidovič Magnitskij, l'avvocato russo assassinato mentre si trovava in prigione per aver denunciato la corruzione degli alleati di Putin. Dellums collaborò anche con la Human Rights Accountability Global Initiative per opporsi alle sanzioni contro la Russia.
In precedenza, Dellums aveva fatto pressioni a favore del governo di Haiti e aveva sostenuto la presidenza di Jean-Bertrand Aristide, eletto democraticamente e poi deposto tramite un colpo di stato nel 2004.
L'attività di lobbista di Dellums gli causò alcune critiche da parte della stampa; in sua difesa, il supervisore della contea di Alameda Keith Carson affermò che, se gli fosse stato chiesto, Dellums avrebbe risposto "Solo perché sto sostenendo un'azienda che potrebbe pagarmi le spese di consulenza, non sto svendendo le mie convinzioni".

### Morte
Ron Dellums morì per le complicazioni di un cancro alla prostata il 30 luglio 2018, all'età di 82 anni. Gli furono concessi gli onori militari e venne seppellito nella sezione 82 del cimitero nazionale di Arlington.